# Jacopo Sansovino

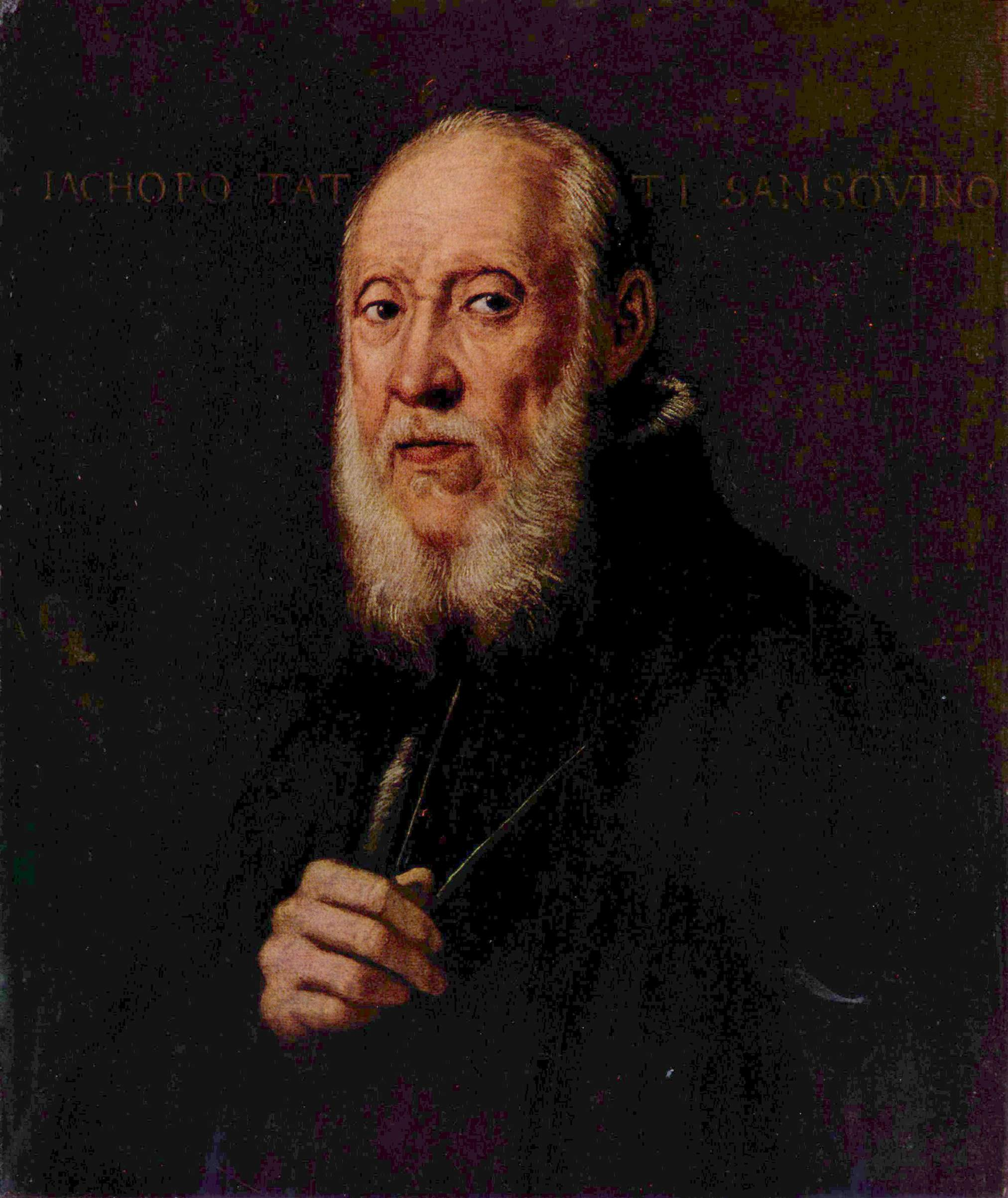
Portret van Jacopo Sansovino door Tintoretto, 1560-70, Uffizi, Florence

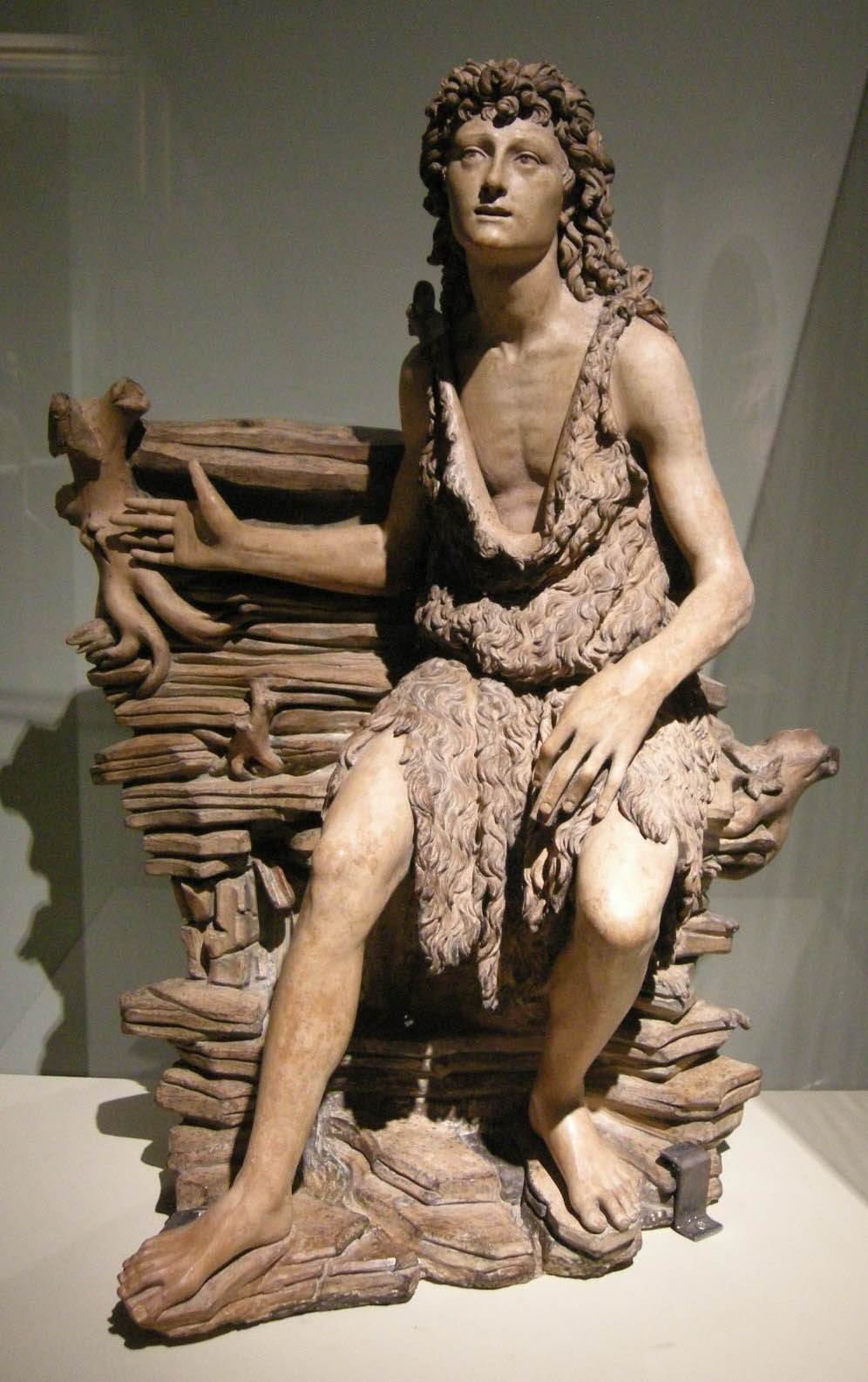
Beeld van Sint Johannes in de woestijn, ca. 1505-1507

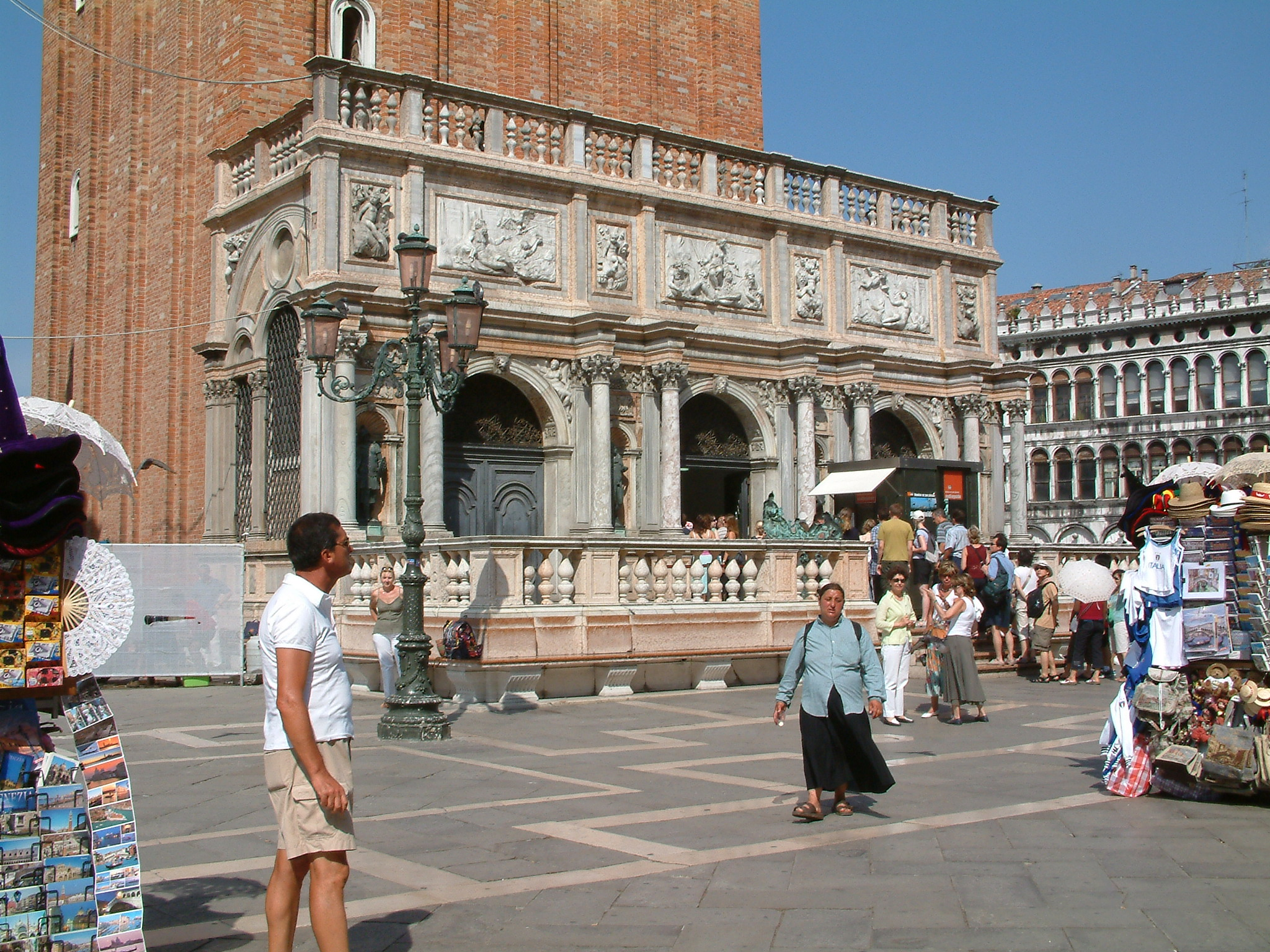
De Loggetta in 2005

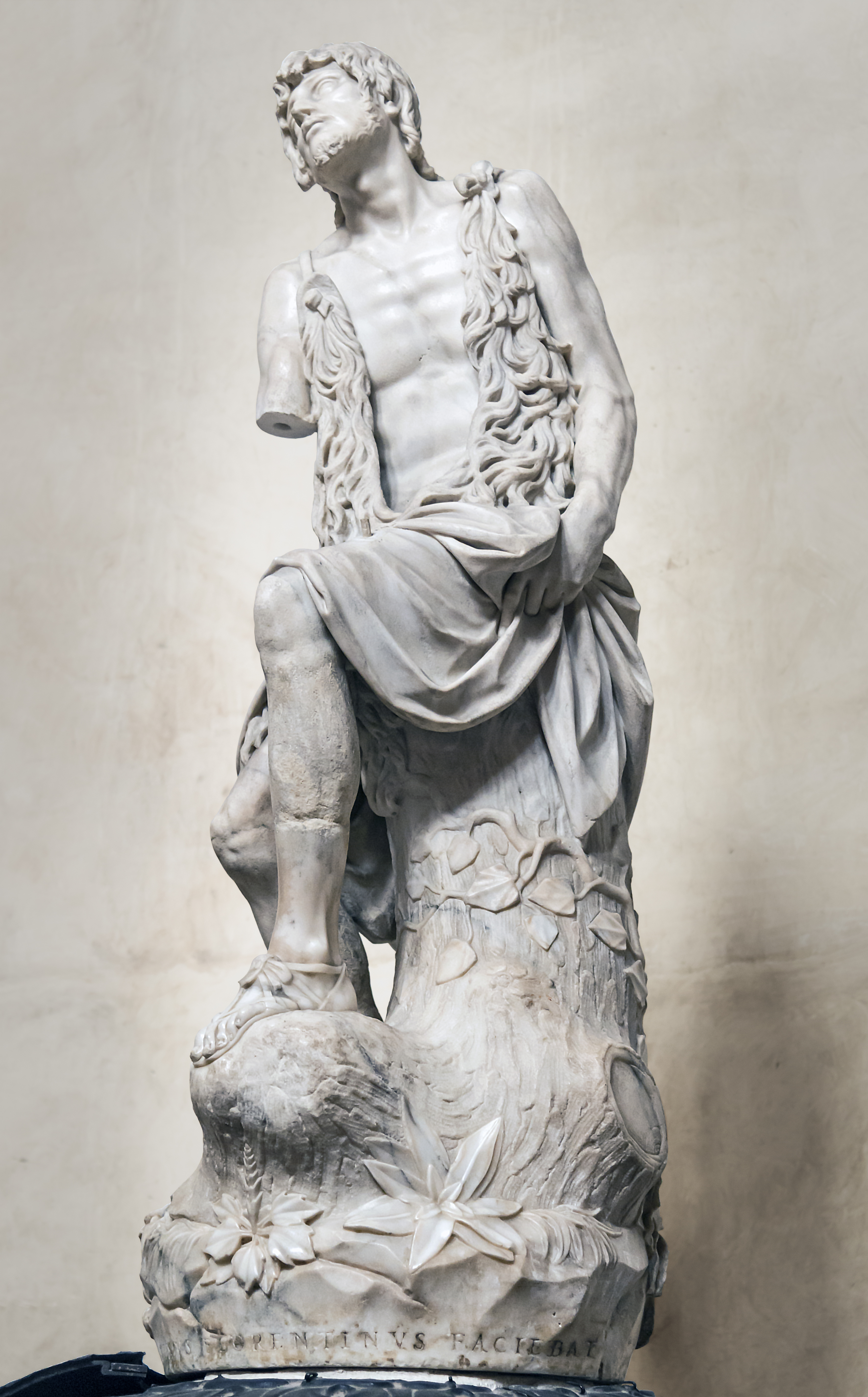
San Giovanni Battista, Basilica di Santa Maria Gloriosa dei Frari, Venetië

Jacopo d'Antonio Sansovino (Florence, 2 juli 1486 – Venetië, 27 november 1570) was een Italiaans beeldhouwer en architect. Hij drukte een stempel op de architectuur van zijn tijd als stadsarchitect van Venetië met zijn werken rond het Piazza San Marco.

## Florence en Rome
Jacopo Sansovino werd geboren als Jacopo d’Antonio Tatti in Florence. Zijn vader was maker van matrassen. Omstreeks 1501 werd hij gezel in de werkplaats van de Florentijnse beeldhouwer Andrea Sansovino, wiens naam hij vervolgens overnam.
Omstreeks 1505 ging hij samen met architect Giuliano da Sangallo naar Rome, waar hij de aandacht trok van Bramante en Rafaël. Hij maakte er een wasmodel van de Kruisafneming dat vervolgens door Perugino ten uitvoer werd gebracht. Voor Sangallo werkte Sansovino mee aan de Belvédère van het Vaticaan, maar hij was voornamelijk actief als zelfstandig beeldhouwer en restaurator van antieke beelden voor paus Julius II en anderen. In 1511 keerde terug naar Florence om mee te doen aan een ontwerpwedstrijd voor een nieuw marktplein, die hij echter niet won. Zijn eerste grote opdrachten waren voor marmeren beelden van Sint Jacobus voor de Dom van Florence en van Bacchus voor Giovanni Bartolini, die nu in het Bargello-museum te zien is. Zijn ontwerpen voor de beelden in de façade van de Sint-Laurensbasiliek, waarvan Michelangelo de hoofdarchitect was, werden afgewezen.
Tot 1517 deelde hij een atelier en collectie modellen met de schilder Andrea del Sarto. Daarna keerde hij terug naar Rome. Hier ontwierp hij onder meer de kerken San Giovanni dei Fiorentini en San Marcello al Corso. Na de plundering van Rome door muitende soldaten van Karel V in 1527 viel de bouw van de kerk van San Marcello stil en vluchtte hij samen met vele collega's naar het noorden. Zo kwam hij terecht in Venetië en afgezien van een bezoek aan zijn geboortestad Florence zou hij de Dogenstad nooit meer verlaten.

## Venetië
Op aanbeveling van kardinaal Marino Grimani kreeg Sansovino in 1527 de opdracht om de grote koepel van de San Marco-basiliek te herstellen, een complexe en verantwoordelijke klus, die hij boven ieders verwachting klaarde. Twee jaar later werd hij benoemd tot Protomaestro of proto, eerste bouwmeester van de stad. Hij tekende voor een jaarsalaris van 80 dukaten, maar dit werd binnen een jaar verhoogd tot 180 dukaten. In hetzelfde jaar begon hij met de herontwikkeling van het centrale plein.
De ingang tot het plein, de Piazzetta, kreeg vorm vanaf 1537 met de bouw van de Biblioteca Marciana, de Bibliotheek van San Marco, Sansovino's meesterwerk. De bouw duurde uiteindelijk vijftig jaar en kostte 30000 dukaten. Met zijn vele gevelbeelden maakte Sansovino de vormentaal van het classicisme, die eerder werd geassocieerd met sereniteit en matigheid, geschikt voor de Venetianen die graag weelderig versierde gevels zagen.
Pal hierachter bouwde hij de nieuwe Zecca, de munt die in 1545 werd geopend, en aan de voet van de Campanile de met beeldhouwwerk beklede Loggetta del Campanile (1537-1547) als ontmoetingsplaats voor Venetiaanse patriciërs.
Ook schiep Sansovino beelden voor de Basiliek van San Marco, hij bouwde of restaureerde de kerken van San Zulian, San Francesco della Vigna, San Martino, San Geminiano (afgebroken) en Santo Spirito en vele paleizen en publieke gebouwen zoals de Scuola Grande della Misericordia (vroege plannen), Palazzo Dolfin, Palazzo Corner, Palazzo Moro en de Fabbriche Nuove di Rialto, een bedrijvenverzamelgebouw in het hart van de stad bij de Rialtobrug.

## Nalatenschap
Sansovino bleef de terughoudendheid en evenwichtigheid van de hoogrenaissance verdedigen na de opkomst van het maniërisme. Hij stierf op 84-jarige leeftijd in Venetië en werd begraven in het baptisterium van de San Marco-basiliek. Zijn leerling Alessandro Vittoria werd zijn belangrijkste navolger in de beeldhouwkunst. Niccolò Tribolo zette zijn architectenwerk voort in Rome.
Zijn zoon Francesco zette zijn werk aan de inventarisatie en beschrijving van de Venetiaanse bouwkunst voort. Meer dan andere architecten in de Renaissance was Sansovino in staat om architectuur en beeldhouwkunst te versmelten. Zijn jongere tijdgenoot Andrea Palladio schreef in het voorwoord bij zijn Quattro Libri dat de Biblioteca Marciana van Sansovino het beste gebouw sinds de oudheid was. Vasari drukte zijn Vita als enige los van de andere Vite in zijn overzichtswerk.
- Biblioteca Nacional de España: XX1464684
- Bibliothèque nationale de France: cb12299923z (data)
- Catàleg d'autoritats de noms i títols de Catalunya: 981058522429206706
- Gemeinsame Normdatei: 118794485
- International Standard Name Identifier: 0000 0001 2140 5734
- KulturNav: 0da4439a-4a9c-4eb1-9a3f-147d919f20e9
- Library of Congress Control Number: n87881471
- Nationale Bibliotheek van Tsjechië: ola2002159485
- Nationale bibliotheek van Australië: 35702441
- Nationale Bibliotheek van Israël: 987007436881305171
- Nationale Bibliotheek van Polen: a0000003211009
- Nederlandse Thesaurus van Auteursnamen: 078360110
- RKD-Nederlands Instituut voor Kunstgeschiedenis: 69659
- Istituto Centrale per il Catalogo Unico: CFIV113614
- SNAC: w6sx9wcc
- Système universitaire de documentation: 031863647
- Trove: 1049470
- Union List of Artist Names: 500019903
- Virtual International Authority File: 77111998
- WorldCat: E39PBJjCTgMbKR39gC9VcBMwYP